# ラザル・ロシッチ
ラザル・ロシッチ (セルビア語: Лазар Росић, Lazar Rosić、発音: [lâzaːr rǒːsitɕ]、1993年6月29日 - ）はセルビア・クラグイェヴァツ出身のサッカー選手。中国サッカー・超級リーグ・長春亜泰足球倶楽部所属。元セルビア代表。ポジションはDF。

## 経歴
FKシュマディヤの下部組織に在籍した。2011年にFKラドニチュキ1923で選手となり、2015年にFKラドニチュキ・ニシュに移籍。同年にFKヴォイヴォディナ・ノヴィ・サドに加入した。
2016年にプリメイラ・リーガのSCブラガに移籍。